# Steppen-Veilchen
Das Steppen-Veilchen (Viola ambigua) ist eine Pflanzenart aus der Gattung Veilchen (Viola) innerhalb der Familie der Veilchengewächse (Violaceae). Sie ist von Mittel- über Ost- und Südosteuropa bis zum Kaukasusraum verbreitet.

## Beschreibung

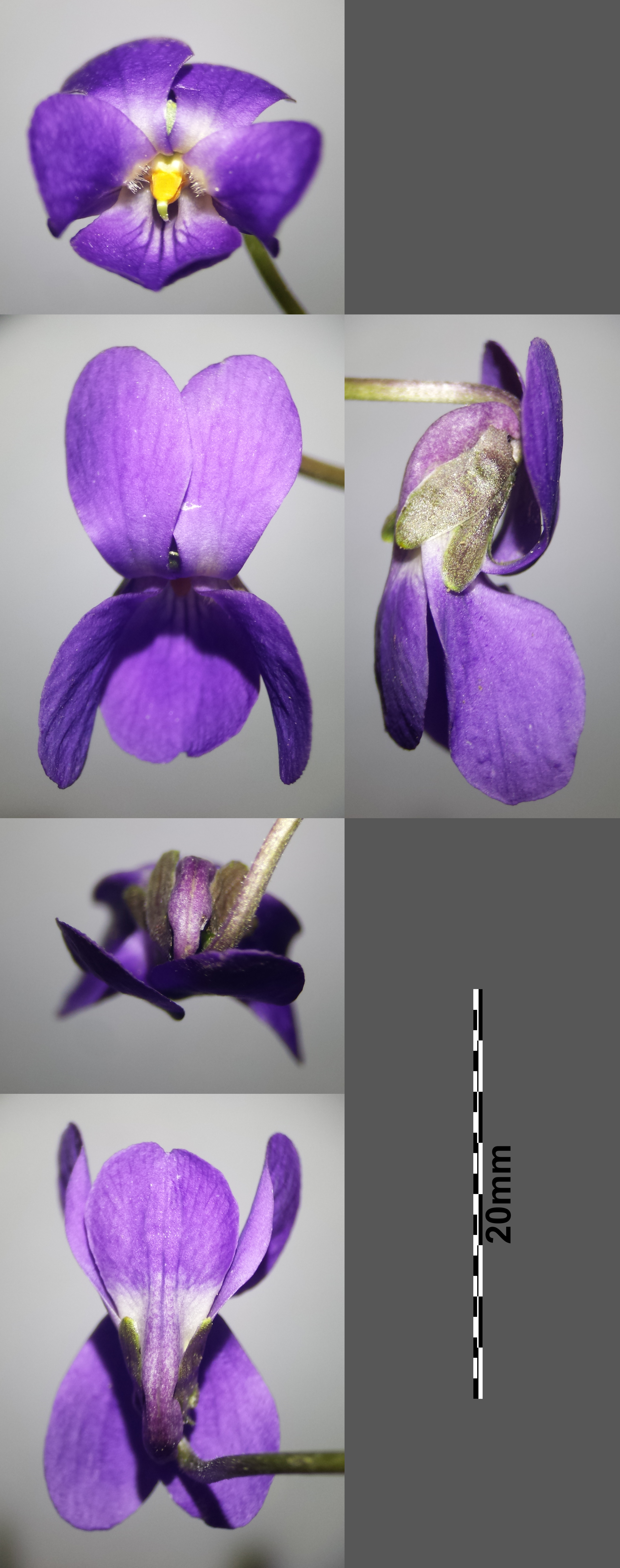
Blüte aus verschiedenen Ansichten

### Vegetative Merkmale
Das Steppen-Veilchen wächst als ausdauernde krautige Pflanze und erreicht Wuchshöhen von 5 bis 10, manchmal bis zu 20 Zentimetern. Sie besitzt keine Ausläufer, oft treten aber 0,5 bis 1 Zentimeter lange unterirdische Seitensprosse auf. Der Stängel ist unbeblättert.
Die Laubblätter sind in Blattstiel und -spreite gegliedert. Der im oberen Bereich geflügelte Blattstiel ist rundum meist dicht mit 0,1 bis 0,2 Millimeter langen Trichomen behaarten. Die einfache Spreite ist im Sommer am Spreitengrund gestutzt oder abrupt zum Blattstiel hin verschmälert und mindestens eineinhalbmal so lang wie breit. Die Nebenblätter sind spitz dreieckig und mit drüsigen Fransen versehen.

### Generative Merkmale
Die Blüten befinden sich einzeln in den Achseln der Grundblättern.
Die duftende, zwittrige Blüte ist zygomorph und fünfzählig mit doppelter Blütenhülle. Die fünf stumpfen Kelchblätter besitzen an ihrer Basis je ein krautiges Angängsel. Die fünf Kronblätter sind kräftig violettpurpurfarben und das untere Kronblatt ist mit violetten Adern versehen. Das unterste Kronblatt trägt einen Sporn und die beiden unteren Staubblätter weisen ein nektarabsonderndes Anhängsel aus, welches in den Sporn hineinragt. Die Staubbeutel besitzen an ihrem oberen Ende ein gelbes Anhängsel. Der einfache Griffel endet in einer hakig umgebogenen Narbe.
Die Fruchtstiele sind niederliegend. Die behaarte Kapselfrucht ist kugelig mit stumpfen Ende; sie springt nicht auf, sondern öffnet sich langsam mit drei Fruchtklappen am Boden und enthält viele Samen.
Die Chromosomenzahl beträgt 2n = 40.

## Ökologie und Phänologie
Beim Steppen-Veilchen handelt es sich um einen Hemikryptophyten.
Die Blühzeit reicht in Mitteleuropa von April bis Mai.

## Vorkommen und Gefährdung
Das Verbreitungsgebiet des Steppen-Veilchens liegt in Mitteleuropa, Südosteuropa, Osteuropa und im Kaukasusraum.
Im deutschsprachigen Raum tritt es in Österreich auf. Vorkommen in Deutschland gelten als ungesichert. In Österreich sind seltene Vorkommen nur aus dem pannonischen Gebiet der Bundesländer Wien (z. B. von den Alten Schanzen in Stammersdorf), Niederösterreich und dem Burgenland bekannt. In Österreich gilt das Steppen-Veilchen als stark gefährdet.
Das Steppen-Veilchen gedeiht in Österreich meist in Trockenrasen auf sandigen oder schottrigen Böden, Felssteppen und Sanddünen in der collinen Höhenstufe. Es gilt pflanzensoziologisch als Art der Ordnung Festucetalia valesiacae.

## Systematik und Taxonomie
Die Erstveröffentlichung von Viola ambigua erfolgte 1804 durch Franz Adam von Waldstein-Wartenberg und Pál Kitaibel in Descriptiones et icones plantarum rariorum Hungariae, Band 2, S. 208. Synonyme für Viola ambigua Waldst. & Kit. sind: Viola campestris M.Bieb., Viola ambigua subsp. campestris (M.Bieb.) Gams. Früher wurde auch Viola thomasiana als Unterart Viola ambigua subsp. thomasiana (Songeon & E.P.Perrier) Gams zu dieser Art gestellt.